# Hymenostyliella alata
Hymenostyliella alata är en bladmossart som beskrevs av H. Robinson 1971. Hymenostyliella alata ingår i släktet Hymenostyliella och familjen Pottiaceae. Inga underarter finns listade i Catalogue of Life.